# Loreto Apruzzese
Loreto Apruzzese (Gallinaro, 1765 – 1833) è stato un teologo e giurista italiano.

## Biografia
L'arciprete Loreto Apruzzese fu maestro di teologia e dotto giurista. Dal 1806 insegnò istituzioni di diritto romano presso la Regia Università di Napoli.
In seguito alla pubblicazione di un commentario in sei tomi, ossia il Corso di diritto novissimo contenuto nel Codice Napoleone (Napoli, 1809-1810), ottenne l'insegnamento del codice civile napoleoneo, nell'ambito della cattedra di codice civile, che resse dal 1811 al 1816. Dal 1821 tenne, invece, la cattedra di leggi civili.
La sua opera più celebre e corposa è costituita dal Corso di studio legale contenente un commento alla prima parte delle leggi civili per lo Regno delle Due Sicilie, stampato a Napoli, in nove tomi, tra il 1819 e il 1827.
Fu anche membro e presidente della Giunta per la pubblica istruzione del Regno delle Due Sicilie.